# Eridacnis radcliffei
El tollo coludo pigmeo (Eridacnis radcliffei) es una especie de elasmobranquio carcarriniforme de la familia Proscylliidae.